# Frank Duryea
Pour les articles homonymes, voir Duryea.
James Franklin Duryea, dit Frank Duryea, né le 8 octobre 1869 à Washburn (Illinois) et mort le 15 février 1967 à Saybrook (Deep River (Connecticut)), est un constructeur automobile pionnier de l'industrie automobile américaine et, de façon occasionnelle, un pilote en compétitions.

## Biographie

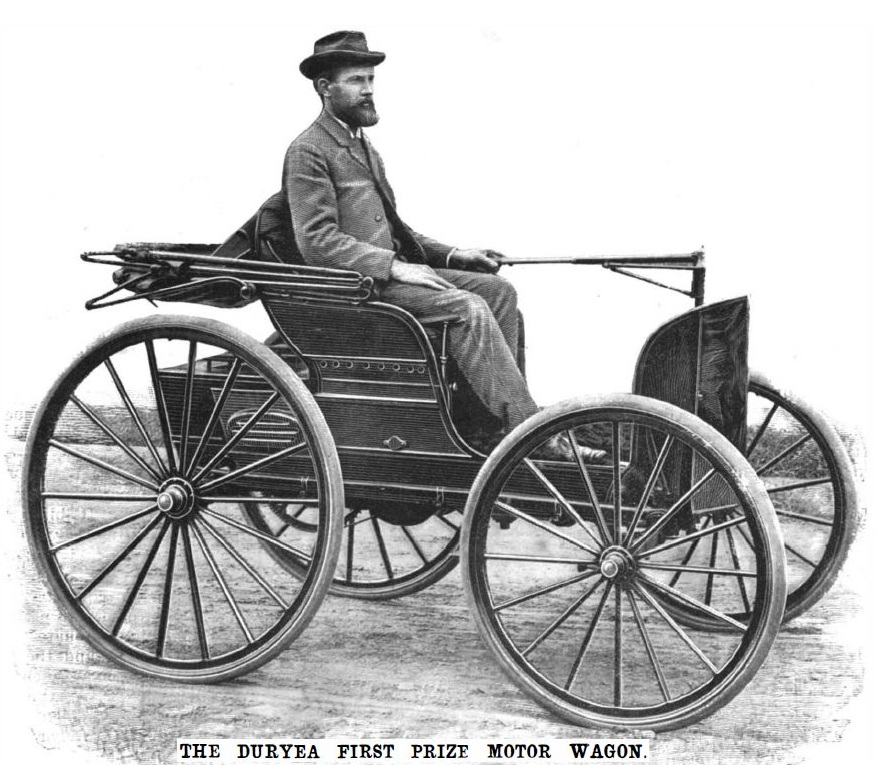
Le 28 novembre 1895, Frank Duryea remporte le Chicago Times-Herald race qui titre The Frank Duryea first prize motor wagon.

Avec son frère aîné Charles (1861-1938, tous deux étant natifs de l'Illinois), Frank Duryea invente l'une des deux premières automobiles des États-Unis propulsées par du pétrole (l'autre étant l'œuvre d'Elwood Haynes), s'inspirant des idées de Charles pour concrétiser seul le véhicule entier, entre 1893 et 1894.
Une fois ses études secondaires achevées, l'aîné s'installe à Washington (DC) pour travailler dans le commerce de bicyclettes. Franck le rejoint en 1888, puis ils partent ensemble à Springfield (Massachusetts). Charles a déjà alors la réputation d'être un ingénieur-concepteur original, avec le cycle "sylph" à roue avant plus petite et à levier directionnel bilatéralisé. Après une recherche conjointe à la bibliothèque municipale de Springfield sur les moteurs à combustion interne, l'aîné établit les premiers plans et cherche un investisseur, trouvé en la personne d'Erwin Markham qui avance 1 000 dollars pour le local et le matériel, en payant Frank 3 $ de la journée pour construire l'engin, à raison de dix heures quotidiennes de travail. Au cours de ses quatre essais routiers (le premier le 20 septembre 1894, avec un moteur 4HP monocylindre installé dans un vieux buggy hippomobile), le cadet des Duryea change de façon fort significative l'ensemble de la machine en résolvant notamment ses problèmes de transmission (à friction), de carburation (par vaporisation) et d'allumage (sous basse tension), ainsi que les nuisances sonores par un cache en bois autour du moteur. Le 10 novembre, il essaye son engin, cette fois près de son atelier du 47 Taylor Street : alors bien visible, son activité est rapportée par The Republican avec force détails. En janvier 1895 il accomplit son premier essai satisfaisant. Markham procure des fonds à trois reprises, mais il se désengage en phase de production. Des actions de 100 $ sont alors vendues à 175 autres investisseurs ; Frank récolte 160 actions et Charles 320. La Duryea Motor Wagon Company est ainsi officialisée en septembre 1895.

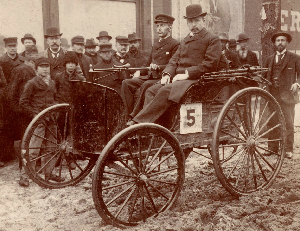
Automobile Duryea des années 1890.

Le 2 novembre, sur le buggyaut conçu par Charles, Frank dispute un défi perdu face au seul Oscar Mueller de Chicago embarqué à bord de la Benz importée par son père (lors d'un Times-Herald Expo Run où une centaine de participants étaient attendus sur le trajet Chicago-Waukegan et retour long de 151 kilomètres, Frank terminant dans un fossé après une embardée pour éviter la charrette d'un fermier).
Le 28 novembre 1895, les deux frères et Arthur White remportent le concours du Chicago Times-Herald (MI, organisé par le directeur du journal Herman H. Kohlstaat) Chicago-Evanston aller-retour de 87 kilomètres en 8 h 23, vitesse moyenne 10,4 kilomètres par heure, en une boucle à la pointe sud-ouest du lac Michigan, dans et sous la neige (distance réduite pour cause météorologique),. Deux des concurrents tombent en hypothermie, d'autres restent coincés dans des congères ou bien se télescopent, les moteurs à combustion (car les batteries des deux véhicules électriques avaient immédiatement rendu l'âme) n'ayant de cesse de caler dans l'épaisseur des six pouces de neige, malgré l'utilisation peu efficace d'un chasse-neige hippomobile. Seuls six équipages sur les quatre-vingt-neuf prévus et les trente-et-un enregistrés s'étaient lancés dans l'aventure (dont les deux Benz de l'importateur Macy et de la compagnie de réfrigération new-yorkaise De La Verne). Mueller termine une heure et demie après les Duryea avec son moto-cycle Benz aux pneumatiques et à la courroie enveloppés de ficelles pour ne pas glisser, en s'étant lui-même évanoui. Une Benz (la Macy) est entrée en collision avec un tramway d'Evanston puis avec un traîneau lors du retour, l'autre (la De La Verne) ayant elle aussi abandonné. Les Duryea et Mueller, uniques rescapés, étant les seuls à s'être défiés préalablement.
L'année suivante Frank, revenu entre-temps travailler à son magasin du Massachusetts, gagne encore le challenge du Cosmopolitan (ou course New York-Irvington, NY), en 7 h 13 à 13,4 km/h de moyenne devant son frère, le 30 mai sur 40 kilomètres, puis il termine troisième du classement final des trois courses de Providence disputées entre le 7 et le 11 septembre, remportées par Andrew L. Riker sur véhicule électrique personnel. Frank construit à la main treize véhicules en 1896, devenant alors de loin le premier fournisseur américain de son propre pays, en étant ainsi admis comme premier véritable constructeur des États-Unis. L'un de ses véhicules est impliqué dans le premier accident de la circulation en mars 1896 à New York (le conducteur Henry Wells passant une nuit en prison pour avoir brisé la jambe d'un cycliste dans la collision). La Duryea Motor Wagon Company en tant que telle cesse ses activités autonomes en 1900, Charles restant dans le milieu de la production automobile jusqu'en 1917, et Frank jusqu'en 1927.
La voiture des essais de 1894 reste dans l'atelier-garage de Springfield jusqu'en 1920, année où elle fut sauvée par un ancien ingénieur de la compagnie, Inglis M. Uppercu, et présentée à l'United States National Museum.

## Distinction
- Automotive Hall of Fame en 1996 (Charles en 1973).